# Thomas Schärtl-Trendel
Thomas Schärtl-Trendel (* 6. Juni 1969 in Vohenstrauß) ist ein deutscher römisch-katholischer Theologe und Hochschullehrer.

## Leben
Thomas Schärtl wuchs in Weiden in der Oberpfalz im Bistum Regensburg auf und war intensiv in der Katholischen Jugendarbeit tätig, darunter als Diözesanjugendleiter der Kolpingjugend. Nach dem Abitur am Augustinus-Gymnasium Weiden (humanistischer Zweig) 1988 studierte er von 1988 bis 1997 Katholische Theologie an der Universität Regensburg und an der Ludwig-Maximilians-Universität München sowie Philosophie an der Hochschule für Philosophie, wobei er 1995 das Diplom in Katholischer Theologie in Regensburg und 1997 den Magister Artium in Philosophie in München erwarb. Von 1992 bis 1995 war er Stipendiat der Hanns-Seidel-Stiftung. Von 1999 bis 2001 war er Promotionsstipendiat der Hanns-Seidel-Stiftung und ist seit 2003 Vertrauensdozent der parteinahen Stiftung.
Nach der Promotion 2001 bei Peter Hünermann an der Universität Tübingen zum Dr. theol. mit der Arbeit Theo-Grammatik. Zur Logik der Rede vom trinitarischen Gott war er von 2001 bis 2003 wissenschaftlicher Mitarbeiter an der Theologische Fakultät Paderborn bei Josef Meyer zu Schlochtern und forschte im Bereich der Fundamentaltheologie. Anschließend war er von 2003 bis 2006 wissenschaftlicher Assistent an der Universität Münster bei Klaus Müller. Von 2006 bis 2009 war er Assistant Professor of Systematic Theology an der School of Theology, Catholic University of America. Nach der Habilitation 2007 (Dr. phil. habil.) an der Hochschule für Philosophie in München mit der Arbeit Glaubens-Überzeugung. Philosophische Bemerkungen zur Erkenntnistheorie des christlichen Glaubens lehrte Schärtl von 2009 bis 2015 als Professor für Philosophie an der Katholisch-Theologischen Fakultät der Universität Augsburg, seit 2010 kooptiert an der Philosophisch-Sozialwissenschaftlichen Fakultät. 2014 unterrichtete er als Visiting Professor am Department of Religious Studies an der University of Dayton. Von 2015 bis 2020 war er Professor für Philosophische Grundfragen der Theologie an der Fakultät für Katholische Theologie der Universität Regensburg. 2014 und 2016 hatte er zudem Lehraufträge für Religionsphilosophie an der Hochschule für Philosophie in München. Seit Oktober 2020 ist er Inhaber des Lehrstuhls für Fundamentaltheologie an der Ludwig-Maximilians-Universität München. Etwa seit 2019 nennt er sich „Schärtl-Trendel“; er ist mit Manuela Trendel verheiratet und lebt in Nürnberg.
Er ist zusammen mit Thomas Marschler Co-Editor der Reihe Studien zur systematischen Theologie, Ethik und Philosophie. Seit 2022 ist er Hauptschriftleiter der Münchener Theologischen Zeitschrift.
Schärtl gilt aufgrund seines Lebenslaufs als Experte für die Entwicklungen im US-amerikanischen Katholizismus des 21. Jahrhunderts, vor denen er frühzeitig warnte und sich in Aufsätzen bereits in der Zeit vor der Abdankung von Papst Benedikt XVI. und im frühen Pontifikat seines Nachfolgers Franziskus analytisch damit befasste.

## Schriften
- Glaubens-Überzeugung. Philosophische Bemerkungen zur Erkenntnistheorie des christlichen Glaubens. Aschendorff, Münster 2007.
- Arbeitsloser Schöpfergott? Über den Gottesbegriff in einem evolutionären Weltbild. In: Patrick Becker, Ursula Diewald (Hrsg.): Zukunftsperspektiven im theologisch-naturwissenschaftlichen Dialog. Vandenhoeck & Ruprecht, Göttingen 2011, S. 123–137
- als Herausgeber zusammen mit Thomas Marschler: Dogmatik heute. Bestandsaufnahme und Perspektiven. F. Pustet, Regensburg 2017 (2. Auflage).
- als Herausgeber zusammen mit Georg Gasser und Ludwig Jaskolla: Handbuch für analytische Theologie (= STEP 11). Aschendorff, Münster 2017.
- als Herausgeber zusammen mit Benedikt Paul Göcke: Freiheit ohne Wirklichkeit. Anfragen an eine Denkform. Aschendorff, Münster 2020.
- Gott denken – Gott glauben. Philosophisch-theologische Grenzfragen. F. Pustet, Regensburg 2021.